# Хвосно
Хвосно (на сръбски: Хвосно) е историко-географска област в Косово.
Тя включва северната част на Метохия, съответстваща приблизително на днешните общини Исток и Печ. Към 1018 година Хвосно е част от диоцеза на Призренската епархия на Охридската архиепископия.